# Gindanes
Gindanes is een geslacht van vlinders van de familie dikkopjes (Hesperiidae), uit de onderfamilie Pyrginae.

## Soorten
- G. bora Evans, 1953
- G. brebisson (Latreille, 1824)
- G. brontinus Godman & Salvin, 1895